# Ignaz Friedman

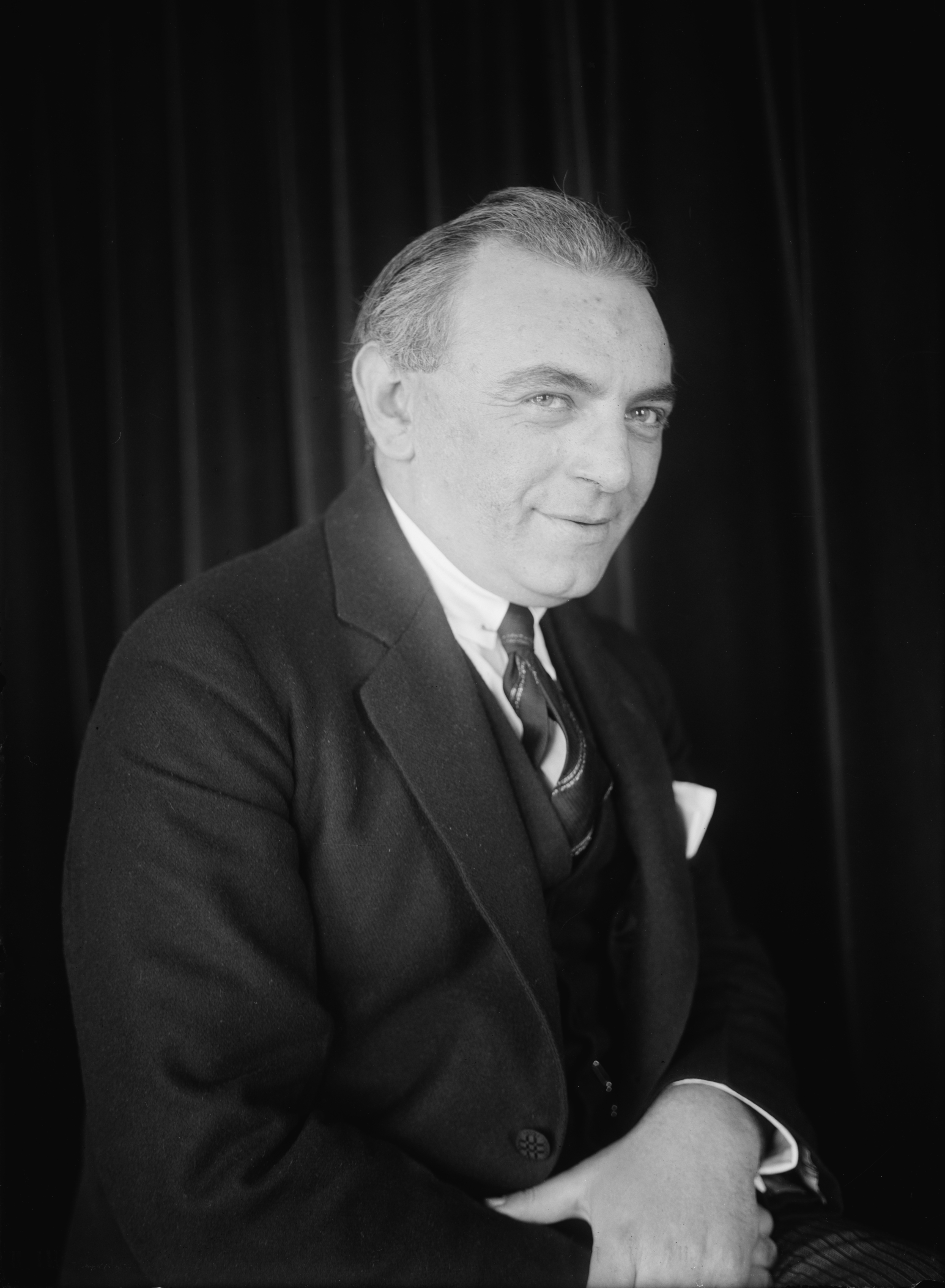
Ignaz Friedman.

Ignaz Friedman, född 13 februari 1882 i Podgórze vid Kraków, död 26 januari 1948 i Sydney, var en polsk pianist.
Friedman erhöll sin första pianoundervisning av sin far, genomgick gymnasiet och inriktade sig därefter på musiken. Han studerade hos Hugo Riemann i Leipzig och Guido Adler i Wien och fulländade slutligen sin pianoutbildning hos Theodor Leschetizky. Han företog därefter, som en av sin tids främsta pianister, omfattande konsertresor. Han var särskilt framstående som uttolkare av Frédéric Chopin. 
Friedman utvecklade även en betydande verksamhet som kompositör och skrev bland annat pianostycken och sånger. Han var bosatt i Berlin, men vistades upprepade gånger och under längre perioder i Köpenhamn, där han verkade både som musikpedagog och som konsertmusiker, liksom han inlade sig betydande förtjänst genom redaktion och revision av Wilhelm Hansens Musikforlags utgåvor av klassikerna och musikpedagogiska verk. Han besökte han även flera gånger Sverige.